# Fuirena uncinata
Fuirena uncinata är en halvgräsart som först beskrevs av Carl Ludwig von Willdenow, och fick sitt nu gällande namn av Carl Sigismund Kunth. Fuirena uncinata ingår i släktet Fuirena och familjen halvgräs. IUCN kategoriserar arten globalt som livskraftig. Inga underarter finns listade i Catalogue of Life.